# 2020年東京オリンピックのインドネシア選手団
2020年東京オリンピックのインドネシア選手団は、2021年7月24日から8月9日にかけて日本の首都東京で開催された2020年東京オリンピックのインドネシア選手団、およびその競技結果。

## メダル
| メダル | 選手名                                | 競技                 | 種目           | 日付    |
| ------ | ------------------------------------- | -------------------- | -------------- | ------- |
| 金     | グレイシア・ポリー アプリヤニ・ラハユ | バドミントン         | 女子ダブルス   | 8月2日  |
| 銀     | エコ・イラワン                        | ウエイトリフティング | 男子61kg級     | 7月25日 |
| 銅     | ウィンジ・アイサフ                    | ウエイトリフティング | 女子49kg級     | 7月24日 |
| 銅     | ラフマト・アブドゥラー                | ウエイトリフティング | 男子73kg級     | 7月28日 |
| 銅     | アンソニー・シニスカ・ギンティン      | バドミントン         | 男子シングルス | 8月2日  |

## 種目別選手

### アーチェリー
- リアウ・エガ・アガタ（英語版）[1] (男子個人)
- ディアナンダ・チョイルニサ（英語版）[1] (女子個人)

### 射撃
- ヴィジャ・ラフィカ・トイバ（インドネシア語版）[2] (男女個人・混合団体10mエアピストル)

### 陸上
- ラル・ムハンマド・ゾフリ（英語版）[3][4] (男子100メートル走)